# Mara Mao Mao
La Mara Mao Mao es una pandilla con presencia en algunos países de Centroamérica, particularmente en El Salvador. Se le asocia con actividades ilícitas como el narcotráfico, la extorsión y el control territorial. Aunque su reconocimiento internacional es menor en comparación con otras pandillas como la MS-13 o Mara Barrio 18, se ha identificado como un grupo involucrado en actos de violencia en las regiones donde opera.

## Historia
La Mara Mao Mao surgió en El Salvador a finales de la década de 1990. Su fundador es identificado como Carlos Alberto García, quien habría sido responsable de establecer la estructura organizativa de la pandilla. El surgimiento de la Mara Mao Mao se dio en un contexto de expansión de las pandillas en el país, caracterizado por el crecimiento de organizaciones criminales dedicadas a actividades como la extorsión y el narcotráfico.
A diferencia de grupos más grandes, la Mara Mao Mao mantiene una base de operaciones más reducida, aunque con características similares a otras pandillas en términos de jerarquía interna y métodos de operación. Su actividad delictiva ha sido documentada en diversas zonas del país, aunque con menor visibilidad mediática que la de la MS-13 y el Barrio 18.

## Conflictos y rivales
La Mara Mao Mao mantiene conflictos con otras pandillas debido a la disputa por territorios y actividades ilícitas. Entre sus principales opositores se encuentran:
- MS-13 (Mara Salvatrucha): Una de las pandillas más grandes de El Salvador y Centroamérica, con la cual mantiene enfrentamientos debido a la disputa de territorios y actividades delictivas.
- Barrio 18: Otra pandilla de gran presencia en la región, con la cual ha tenido conflictos similares a los sostenidos con la MS-13.

## Posibles alianzas
Algunas fuentes indican que la Mara Mao Mao podría haber establecido vínculos con otras agrupaciones criminales en la región. Entre ellas se mencionan:
- Pandillas en Guatemala: Se ha reportado la posible cooperación con grupos como Los Charros, Los Batos Locos y Los Rivas, principalmente en actividades relacionadas con la extorsión y el narcotráfico.[cita requerida]

## Impacto y respuesta gubernamental
La actividad de la Mara Mao Mao, al igual que la de otras pandillas, ha contribuido a los altos niveles de violencia en El Salvador. En respuesta, el gobierno ha implementado estrategias de seguridad que incluyen la militarización de zonas con presencia de pandillas, arrestos masivos y el endurecimiento de las leyes contra el crimen organizado.